# Кенија на Летњим олимпијским играма 2016.
Кенија је учествовала на Летњим олимпијским играма 2016. које су одржане у Рио де Жанеиру у Бразилу од 5. до 21. августа 2016. године. Олимпијски комитет Кеније послао је 89 квалификованих спортиста у седам спортова. Освојено је тринаест медаља од тога шест златних. Све медаље освојене су у атлетици.

## Освајачи медаља

### Злато
- Џемајма Сумгонг — Атлетика, маратон
- Дејвид Рудиша — Атлетика, 800 м
- Фејт Кипјегон — Атлетика, 1500 м
- Консеслус Кипруто — Атлетика, 3000 м препреке
- Вивијан Черијот — Атлетика, 5000 м
- Елијуд Кипчоге — Атлетика, маратон

### Сребро
- Вивијан Черијот — Атлетика, 10000 м
- Пол Кипнегетич Тануи — Атлетика, 10000 м
- Хајвин Кијенг Џепкемој — Атлетика, 3000 м препреке
- Бонифејс Мучеру Тумути — Атлетика, 400 м препоне
- Хелен Онсандо Обири — Атлетика, 5000 м
- Џулијус Јего — Атлетика, бацање копља

### Бронза
- Маргарет Вамбуи — Атлетика, 800 м

## Учесници по спортовима
| Спорт         | Мушкарци | Жене | Укупно |
| ------------- | -------- | ---- | ------ |
| Атлетика      | 29       | 19   | 48     |
| Бокс          | 3        | 0    | 3      |
| Дизање тегова | 1        | 0    | 1      |
| Пливање       | 1        | 1    | 2      |
| Рагби седам   | 12       | 12   | 24     |
| Стреличарство | 0        | 1    | 1      |
| Џудо          | 1        | 0    | 1      |
| 15 спортова   | 47       | 33   | 80     |